# Danh sách Hoa hậu Venezuela
Xem thêm Hoa hậu Venezuela
| Năm     | Hoa hậu Venezuela                                     | Tiểu bang           | Địa điểm tổ chức                                             |
| ------- | ----------------------------------------------------- | ------------------- | ------------------------------------------------------------ |
| 1952    | Sofía Silva                                           | Bolívar             | Valle Arriba Golf Club, Caracas                              |
| 1953-54 | Gisela Bolaños                                        | Carabobo            | Valle Arriba Golf Club, Caracas                              |
| 1955    | Carmen Susana Duijm Zubillaga                         | Miranda             | Hotel Tamanaco, Caracas                                      |
| 1956    | Blanquita Heredia Osío                                | Distrito Federal    | Hotel Tamanaco, Caracas                                      |
| 1957    | Consuelo Nouel                                        | Distrito Federal    | Hotel Tamanaco, Caracas                                      |
| 1958-59 | Ida Margarita Pieri                                   | Sucre               | Hotel Ávila, Caracas                                         |
| 1960    | Gladys "Laly" Ascanio Arredondo                       | Distrito Federal    | Hotel Tamanaco, Caracas                                      |
| 1961    | Anasaria "Ana" Griselda Vegas Albornoz                | Caracas             | Hotel Tamanaco, Caracas                                      |
| 1962    | Olga "Olguita" Antonetti Núñez                        | Anzoátegui          | Teatro París, Caracas                                        |
| 1963    | Irene Amelia Morales Machado                          | Guárico             | Teatro París, Caracas                                        |
| 1964    | Mercedes Revenga De La Rosa                           | Miranda             | Teatro París, Caracas                                        |
| 1965    | María Auxiliadora De Las Casas Mc. Gill               | Distrito Federal    | Teatro del Círculo Militar, Caracas                          |
| 1966    | Magaly Beatriz Castro Egui                            | Guárico             | Teatro del Este, Caracas                                     |
| 1967    | Mariela Pérez Branger                                 | Departamento Vargas | Teatro de la Escuela Militar, Caracas                        |
| 1968    | Peggy Kopp Arenas                                     | Distrito Federal    | Teatro de Altamira, Caracas                                  |
| 1969    | María José de las Mercedes Yellici Sánchez (resigned) | Aragua              | Teatro París, Caracas                                        |
| 1969    | Marzia Rita Gisela Piazza Suprani                     | Departamento Vargas | Teatro París, Caracas                                        |
| 1970    | Bella Mercedes La Rosa De La Rosa                     | Carabobo            | Teatro Nacional de Venezuela, Caracas                        |
| 1971    | Jeanette Amelia de la Coromoto Donzella Sánchez       | Monagas             | Teatro Nacional de Venezuela, Caracas                        |
| 1972    | María Antonieta Cámpoli Schachio                      | Nueva Esparta       | Teatro París, Caracas                                        |
| 1973    | Ana Paola Desirée Facchinei Rolando                   | Carabobo            | Club de Sub-Oficiales, Caracas                               |
| 1974    | Neyla Chiquinquirá Moronta Sangronis                  | Zulia               | Club de Sub-Oficiales, Caracas                               |
| 1975    | Maritza Pineda Montoya                                | Nueva Esparta       | Poliedro de Caracas                                          |
| 1976    | Elluz Coromoto Peraza González (resigned)             | Guárico             | Teatro París, Caracas                                        |
| 1976    | Judith Josefina Castillo Uribe                        | Nueva Esparta       | Teatro París, Caracas                                        |
| 1977    | Cristal del Mar Montañez Arocha                       | Departamento Vargas | Teatro París, Caracas                                        |
| 1978    | Marisol Alfonzo Marcano                               | Guárico             | Teatro del Club de Sub-Oficiales, Caracas                    |
| 1979    | Maritza Sayalero Fernández                            | Departamento Vargas | Hotel Caracas Hilton, Caracas                                |
| 1980    | María Xavier "Maye" Brandt Angulo                     | Lara                | Hotel Macuto Sheraton, Caraballeda, Vargas                   |
| 1981    | Irene Lailín Sáez Conde                               | Miranda             | Hotel Macuto Sheraton, Caraballeda, Vargas                   |
| 1982    | Ana Teresa Oropeza Villavicencio                      | Guárico             | Hotel Macuto Sheraton, Caraballeda, Vargas                   |
| 1983    | Paola Laura Ruggeri Ghigo                             | Portuguesa          | Hotel Macuto Sheraton, Caraballeda, Vargas                   |
| 1984    | Carmen María Montiel Ávila                            | Zulia               | Hotel Macuto Sheraton, Caraballeda, Vargas                   |
| 1985    | Silvia Cristina Martínez Stapulionis                  | Guárico             | Hotel Macuto Sheraton, Caraballeda, Vargas                   |
| 1986    | Bárbara Palacios Teyde                                | Trujillo            | Teatro Municipal de Caracas, Caracas                         |
| 1987    | Inés María Calero Rodríguez                           | Nueva Esparta       | Teatro Municipal de Caracas, Caracas                         |
| 1988    | Yajaira Cristina Vera Roldán                          | Miranda             | Teatro Municipal de Caracas, Caracas                         |
| 1989    | Eva Lisa Larsdotter Ljung                             | Lara                | Poliedro de Caracas                                          |
| 1990    | Andreina Katarina Goetz Blohm                         | Bolívar             | Poliedro de Caracas                                          |
| 1991    | Carolina Eva Izsak Kemenify                           | Amazonas            | Poliedro de Caracas                                          |
| 1992    | Milka Yelisaba Chulina Urbanich                       | Aragua              | Poliedro de Caracas                                          |
| 1993    | Minorka Marisela Mercado Carrero                      | Apure               | Sala Ríos Reyna, Complejo Cultural "Teresa Carreño", Caracas |
| 1994    | Denyse del Carmen Floreano Camargo                    | Costa Oriental      | Sala Ríos Reyna, Complejo Cultural "Teresa Carreño", Caracas |
| 1995    | Yoseph Alicia Machado Fajardo                         | Yaracuy             | Poliedro de Caracas                                          |
| 1996    | Marena Josefina Bencomo Giménez                       | Carabobo            | Poliedro de Caracas                                          |
| 1997    | Veruska Tatiana Ramírez                               | Táchira             | Poliedro de Caracas                                          |
| 1998    | Lucbel Carolina Indriago Pinto                        | Delta Amacuro       | Poliedro de Caracas                                          |
| 1999    | Martina Thorogood Heemsen                             | Miranda             | Poliedro de Caracas                                          |
| 2000    | Eva Anna Mónica Ekvall Johnson                        | Apure               | Poliedro de Caracas                                          |
| 2001    | Cynthia Cristina Lander Zamora                        | Distrito Capital    | Poliedro de Caracas                                          |
| 2002    | Mariángel Ruiz Torrealba                              | Aragua              | Poliedro de Caracas                                          |
| 2003    | Ana Karina Áñez Delgado                               | Lara                | Estudio 1, Venevisión                                        |
| 2004    | Mónica Spear Mootz                                    | Guárico             | Poliedro de Caracas                                          |
| 2005    | Jictzad Nacarid Viña Carreño                          | Sucre               | Poliedro de Caracas                                          |
| 2006    | Lydimar Carolina Jonaitis Escalona                    | Guárico             | Poliedro de Caracas                                          |
| 2007    | Dayana Sabrina Mendoza Moncada                        | Amazonas            | Poliedro de Caracas                                          |
| 2008    | Stefania Fernandez                                    | Trujillo            | Poliedro de Caracas                                          |
|         |                                                       |                     |                                                              |